# Geochelone sulcata
Geochelone sulcata је гмизавац из реда корњача.

## Угроженост
Ова врста се сматра рањивом у погледу угрожености врсте од изумирања.

## Распрострањење
Ареал врсте Geochelone sulcata обухвата већи број држава у подручју Сахаре и Сахела. 
Врста има станиште у Египту, Судану, Мауританији, Малију, Нигеру, Нигерији, Етиопији, Чаду, Еритреји, Сенегалу и Сомалији.

## Станиште
Станиште врсте је копно.